# تاخعت
تاخعت أو تاخعت الأولى، هي أميرة وملكة مصرية قديمة غير حاكمة أو زوجة ملك عاشت في عهد الأسرة التاسعة عشرة، وهي والدة الملكة تاوسرت والملك المدّعي آمون مس (أمنمس).

## التعرف عليها
ليس هناك الكثير من الحقائق المعروفة عنها غير أنها كانت أم الملك آمون مس. وكانت تحمل لقب ابنة الملك وزوجة الملك. وقد تكون هي نفسها الأميرة تاخعت، ابنة الملك رمسيس الثاني، التي جاء ذكرها في شقفة اللوفر. وهكذا تكون عمة الملك سيتي الثاني، ولكن لأنها كانت من بين أصغر أبناء رمسيس، فمن المرجح جدا أنها كانت في نفس العمر أو حتى أصغر من سيتي الثاني الذي كان حفيده. ومن الممكن كذلك أنها كانت حفيدة رمسيس؛ وهناك العديد من الأمثلة على حفيدات تحملن لقب ابنة الملك، على الرغم من أن هذا الأمر لم يكن شائعاً لتلك الدرجة الكبيرة. والملك الذي تزوجته كان إما مرنبتاح أو سيتي الثاني.
وهي تظهر على العديد من تماثيل الملك آمون مس، ومن بينها على تمثالين في معبد الكرنك. وعلى واحد منهما، الذي لا يزال موجوداً في الكرنك، تسمى ابنة الملك وزوجة الملك (تاخعت) وكلمة «زوجة» استبدلت بالكلمة الأصلية التي كانت موجودة من قبلها «أم». وبحسب عالمي المصريات إيدان دودسون وديان هيلتون، فإن اللقب كان قد تمت إعادة كتابته عندما استعاد سيتي الثاني - الوريث الشرعي - العرش واستولى على التمثال، وهذا يثبت إما أن تاخعت تزوجت سيتي الثاني عندما أصبح ملكاً، أو أنهما كانا متزوجين من قبل هذا التتويج، وهو ما يعني أن أمون مس هو ابن سيتي الثاني واغتصب العرش من والده. ويمكن تعزيز هذه النظرية بواسطة التمثال الآخر (الذي هو الآن في المتحف المصري بالقاهرة)، والذي تسمى عليه أيضا تاخعت ابنة الملك وزوجة الملك، ولكن من دون أي أثر لإعادة الحفر أو استبدال الكلمات كما في التمثال الأول، في حين أن اسم الملك قد تم استبداله باسم ملك آخر. وهذا التمثال، وفقا لدودسون وهيلتون، ربما صنعه سيتي الثاني، وفي وقت لاحق اغتصبه أمون مس الذي حفر اسمه مكان اسم سيتي الثاني، في حين ترك لقب والدته سليماً كما هو؛ وفي وقت لاحق تم استبدال اسم أمون مس باسم سيتي الثاني. ووفقا لنظرية أخرى لم يكن سيتي الثاني متزوجاً أبدا من تاخعت ولكن ألقابها الأصلية قد تم إعادة نحتها بأخرى لإزالة أي أثر لحكم ابنها مغتصب العرش من التاريخ.

## مقبرتها
ومن المحتمل أن تكون قد دفنت في مقبرة أمون مس رقم مقبرة 10 في وادي الملوك. وكان غطاء تابوتها في الأصل ينتمي إلى الأميرة عنقت إم حب التي قد تكون متطابقة مع ابنة الملك رمسيس الثاني ذات نفس الاسم التي ذكرت في قائمة معبد الأقصر، ولكن اسمها تضرر ولم يبقَ منه لو لفظة «حب» فقط. وتم اغتصاب المقبرة في وقت لاحق من قبل اثنين من أفراد أسرة الملك رمسيس التاسع: والدته تاخعت وزوجته الملكية العظمى باكت ورنر. وكان يعتقد أن هذه الأخيرة كان زوجة الملكة الملكية العظمى الخاصة بالملك أمون مس، ولكن ثبت منذ ذلك الحين أن نقوشها قد نقشت مكان نقوش أخرى تخص الملك أمون مس، لذلك فيجب أن تكون قد عاشت في وقت لاحق عليه.